# Dugi Otok
Dugi Otok (deutsch Lange Insel, italienisch Isola Lunga) ist eine Insel des Archipels vor Zadar in Kroatien.

## Lage und Einwohner
Dugi Otok trägt ihren Namen aufgrund ihrer geografischen Gestalt mit einer Länge von etwa 43 km bei einer Breite von nur rund 4,6 km. An der schmalsten Stelle ist sie nur 1 km breit. Sie erstreckt sich in nordwest-südöstlicher Richtung, in einer Reihe mit den Inseln Molat im Norden und Kornat im Süden. Vor ihr im Osten liegen die bewohnten Inseln Zverinac, Iž und Rava. Dazu gesellen sich mehrere kleinere, unbewohnte Inseln. Mit 113,3 km² ist Dugi Otok die siebtgrößte kroatische Insel, mit einer Küstenlänge von 182 km. Die höchste Erhebung der Insel, Vela Straža (Große Wacht), liegt 338 m über NN.
Dugi Otok hat 1691 Einwohner (2021), die sich auf 11 Ortschaften verteilen. Sali ist der Gemeindesitz und das größte Dorf auf der Insel. Zur Gemeinde Sali zählt auch noch das Dorf Zverinac auf der gleichnamigen Insel gegenüber von Božava. Während die Westküste weitgehend aus unzugänglicher Steilküste zum offenen Meer besteht, liegen alle bewohnten Ortschaften auf der Ostseite der Insel, die dem Festland zugewandt ist. Die Einwohner leben hauptsächlich vom Fischfang, der Landwirtschaft und dem Tourismus. Dugi Otok besitzt keine Süßwasserquellen. Die Häuser sammeln das Regenwasser in Zisternen oder man bezieht das Wasser mit dem wöchentlichen Wassertransport mit dem Schiff vom Festland.
Die Verbindung mit dem Festland nach Zadar wird von der Jadrolinija mit einer Autofähre nach Brbinj und mit einem Katamaran nach Božava und Brbinj über Rivanj, Sestrunj und Zverinac sichergestellt. Die Personenfähre von Zadar nach Sali und Zaglav wird von der G&V Line Iadera betrieben. Bis 1985 war die Insel autofrei. Eine Asphaltstraße, die 1980 gebaut wurde, verbindet nun alle Dörfer zwischen Veli Rat und Sali. Die Staatsstraße hat die Nummer 109 und ist 41,9 km lang. Mit den Zufahrten zu den Fährhäfen Brbinj (Staatsstraße 124) 1,7 km und nach Zaglav (Staatsstraße 125) 1,1 km hat die Insel 44,7 km Staatsstraße. Innerhalb der Insel gibt es eine Busverbindung zu den einzelnen Orten, die von der Liburnija aus Zadar betrieben wird.
Die einzelnen Ortschaften sind: (Einwohnerstand:2021)
- Božava – 118 Einwohner
- Brbinj – 70 Einwohner
- Dragove – 18 Einwohner
- Luka – 124 Einwohner
- Sali – 726 Einwohner
- Savar – 35 Einwohner
- Soline – 59 Einwohner
- Veli Rat – 91 Einwohner
- Verunić – 54 Einwohner
- Zaglav – 171 Einwohner
- Žman – 225 Einwohner

## Geschichte
Die Insel war schon recht früh besiedelt, das bezeugen menschliche Funde aus prähistorischer Zeit. Während der Ausgrabungen in der Höhle Vlakno im Jahr 2011 wurden die Überreste eines menschlichen Skeletts gefunden, dessen Alter auf 11.000 Jahre (frühe Mittelsteinzeit) geschätzt wurde. Er wurde „der älteste Dalmatiner Šime“ genannt und die Archäologen gehen davon aus, dass er zum Zeitpunkt des Todes etwa 40 Jahre alt, zwischen 168 und 172 Zentimeter groß war und an einem gewaltfreien Tod starb.
Reste von römischen Villen und illyrischen Burgruinen sind auf der Insel zu finden. Aus frühkroatischer Zeit sind Häuser und Kirchen erhalten. Im 10. Jahrhundert wurde die Insel Pizuh genannt. Zu Anfang des 11. Jahrhunderts wurde sie in den Quellen Insula Tilagus genannt, dieser Name ist im Namen der Bucht und des Naturparks Telašćica beibehalten. Der heutige Name der Insel, geschrieben in glagolitisch, stammt aus dem 15. Jahrhundert.
Die Reste der Kirche des Hl. Johannes aus dem 10. und 11. Jahrhundert sind als Grundmauer noch zu erkennen. Die Hl. Nicholas-Kirche wurde 1378 errichtet. Die Wände sind noch als Ruine erhalten.
Die erste Grundschule in Dugi Otok wurde 1841 in Sali gegründet. Die Klassen wurden, wie in den anderen Grundschulen in Dalmatien,  auf Italienisch unterrichtet. Der kroatische Sprachunterricht wurde dort erst 1873 eingeführt. Seit 1870 gibt es auf Dugi Otok Grundschulen auch in Božava und Veli Rat. In den darauf folgenden Jahren hatten alle Siedlungen der Insel ihre eigenen Schulen. 1964 zählte man 515 Schüler. Nach der Auswanderungswelle nach dem Zweiten Weltkrieg nahm die Bevölkerung der Insel schnell ab, so dass in einigen Siedlungen der Betrieb der Schulen eingestellt werden musste. Heute gibt es noch je eine Schule in Sali und eine in Božava.
Die Festung Grpašćak wurde während der österreichisch-ungarischen Monarchie 1911 gebaut und ausschließlich als militärischer Posten der Kriegsmarine eingesetzt.
Im Zweiten Weltkrieg war Dugi Otok, wie die umliegenden Inseln, ein Rückzugsort der Partisanen. In Soline wurde ihnen ein Denkmal gesetzt.
Am 13. Februar 1943 versenkte die britische Thunderbolt mit Bordartillerie den italienischen Hilfsminensucher No. 112/Mafalda (364 BRT) vor der Insel.

## Tourismus
Im Südosten der Insel befindet sich der Naturpark Telašćica. In der Bucht von Telašćica befinden sich einige kleinere Inseln und Felsinseln (Korotan, Galijola, Gozdenjak, Farfarikulac, Gornji Školj und Donji Školj). Unmittelbar südöstlich davon grenzt der Nationalpark Kornaten an. Es gibt auf der Insel mehrere Höhlen, die bekannteste ist Strašna peć, in der Nähe von Savar. Bei Dragove ist ein U-Boot-Bunker aus der Zeit der jugoslawischen Volksarmee erhalten. Zwei weitere sind bei Božava zu finden. Bei Veli Rat ist in den 1980er Jahren ein italienischer Frachter auf Grund gelaufen, für Schnorchler und Taucher ein beliebtes Ziel. Ebenfalls in Veli Rat steht ein 42 m hoher Leuchtturm, der zu den höchsten der Adria zählt.

## Flora und Fauna
Der Telašćica-Naturpark dient zahlreichen seltenen Gewächsen als Lebensraum. So gedeihen unter den 300 Pflanzenarten auch 8 Arten von wilden und sehr raren Orchideen. Auch die Tiere fühlen sich im Naturpark wohl. Besonders an den Klippen und im darunterliegenden Meer tummelt sich allerlei Getier. Allein die Flora und Fauna im Wasser zählt 300 Tier- und 250 Pflanzenarten.
Die Insel ist teilweise mit Macchie überwachsen. Auch gibt es Kiefernwälder, Agaven, Zistrosen und Tamarisken. Die Ragusa-Flockenblume ist auf Dugi Otok in zwei Unterarten vertreten.
In Kroatien liegt ein vermutlich allochthones Vorkommen auf der Zadar vorgelagerten Insel Dugi Otok. Das Blödauge, eine Art der Blindschlangen, findet sich im Flach- und Hügelland und an Trockenhängen, vor allem in Gebieten mit lockerer, krautiger Vegetation. Nur hier auf der Insel hat sie sich in Kroatien allochthon verbreitet. Neun verschiedene Fledermausarten sind hier heimisch, einige darunter sind gefährdet. Der Hausgecko und der Scheltopusik sind sehr oft zu finden. Sechs verschiedene Schlangenarten, alle ungiftig, sind neben den unzähligen Eidechsen ebenfalls vertreten. Vögel machen die größte Anzahl von Wirbeltieren auf dem Festland aus, bisher wurden 115 Vogelarten registriert. Neben vielen Möwen, Falken ist der Uhu das größte Flugtier. Auch viele Zugvögel überfliegen auf ihrem Weg Dugi Otok.

## Fotogalerie

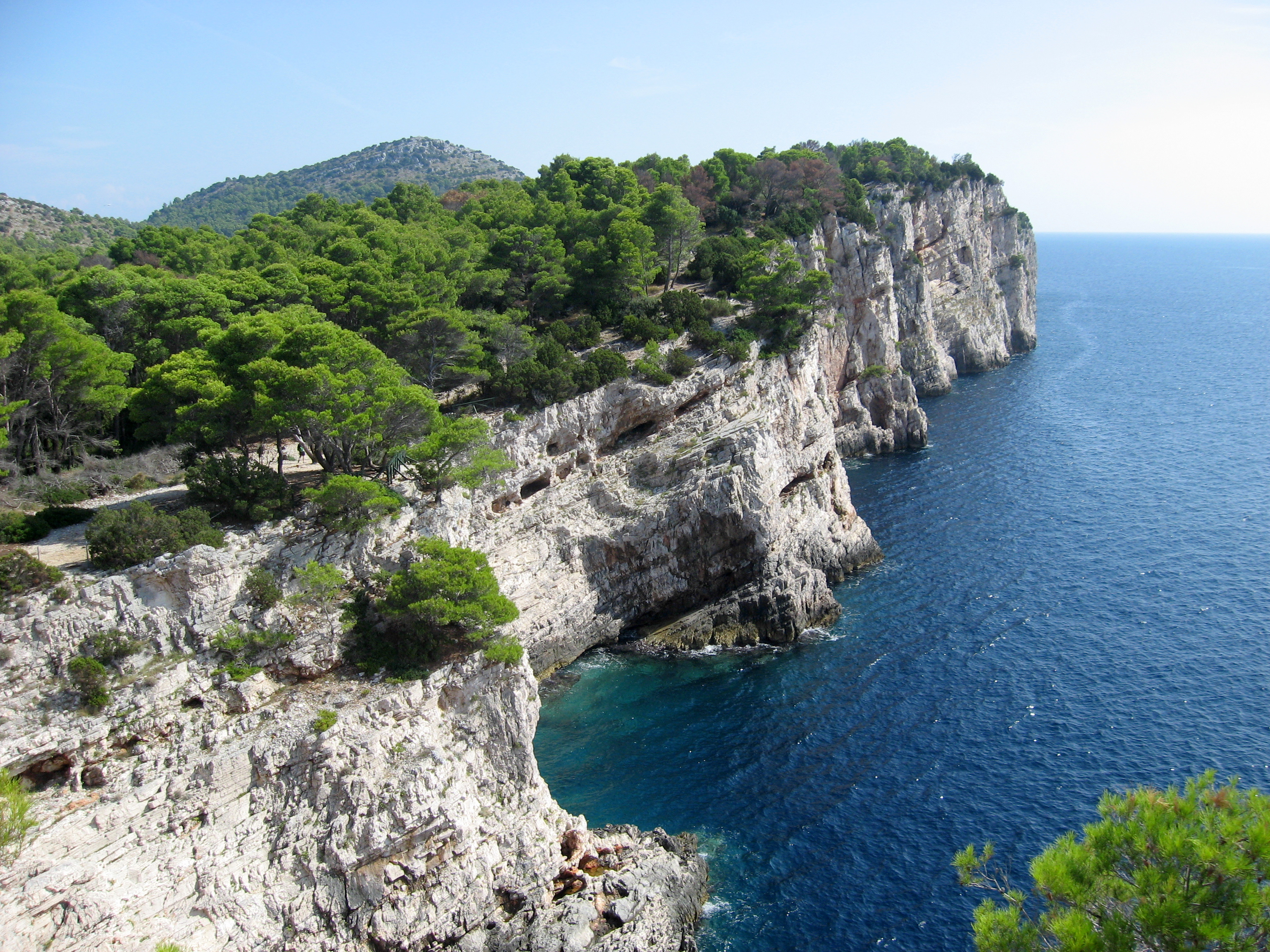
Die Steilküste von Dugi Otok
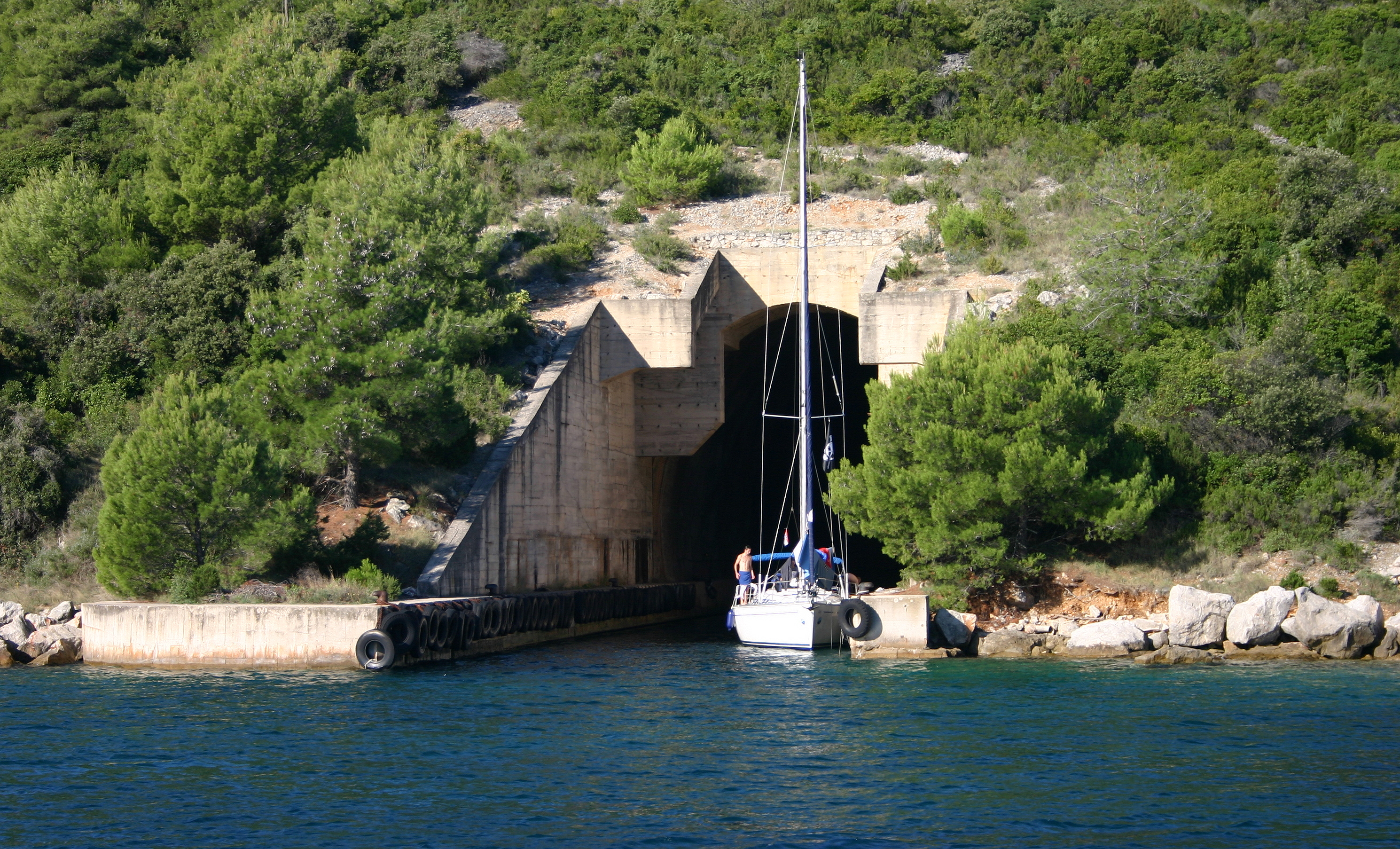
U-Boot-Bunker bei Dragove
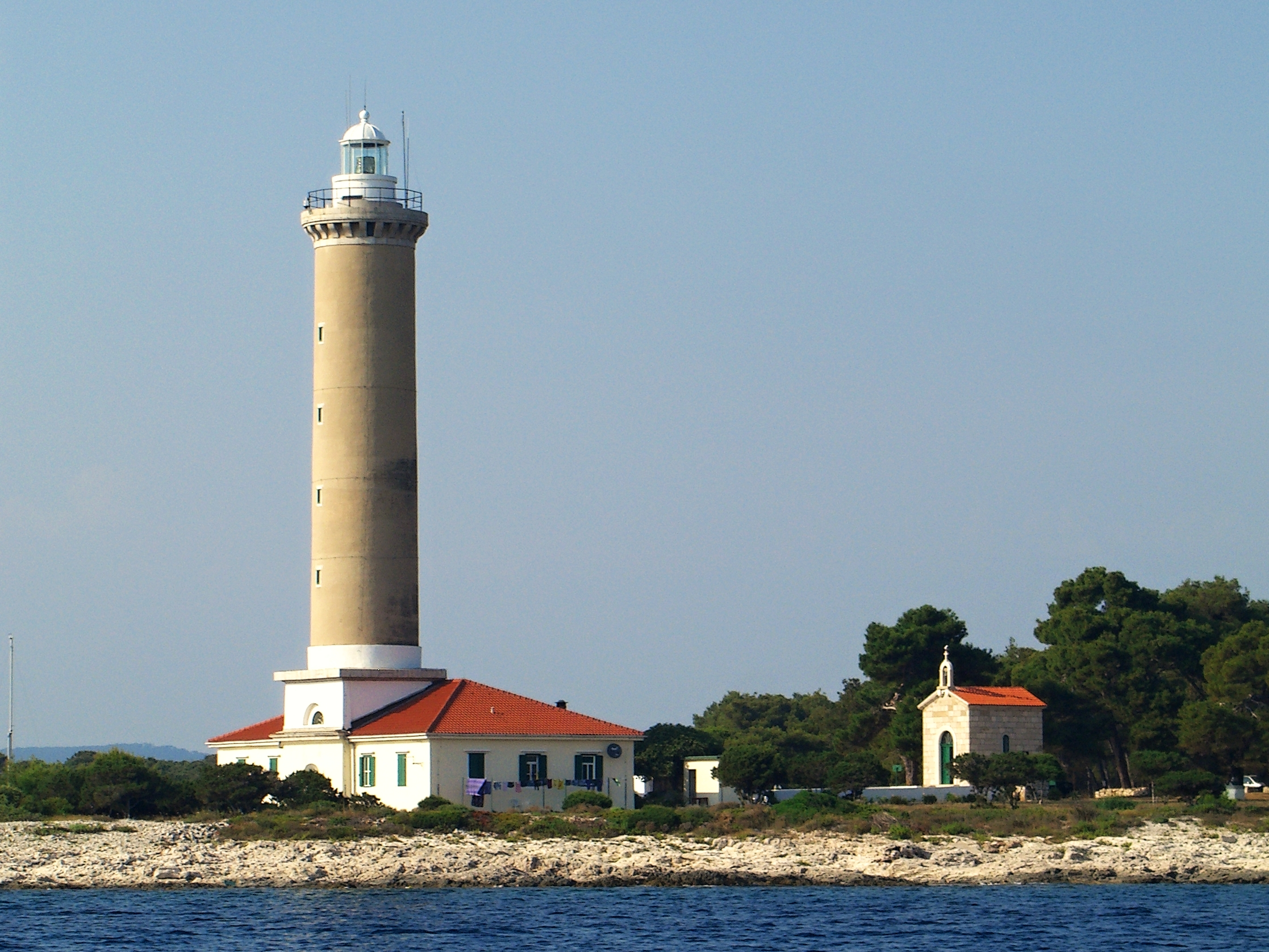
Der Leuchtturm Veli Rat am nordwestlichen Kap der Insel
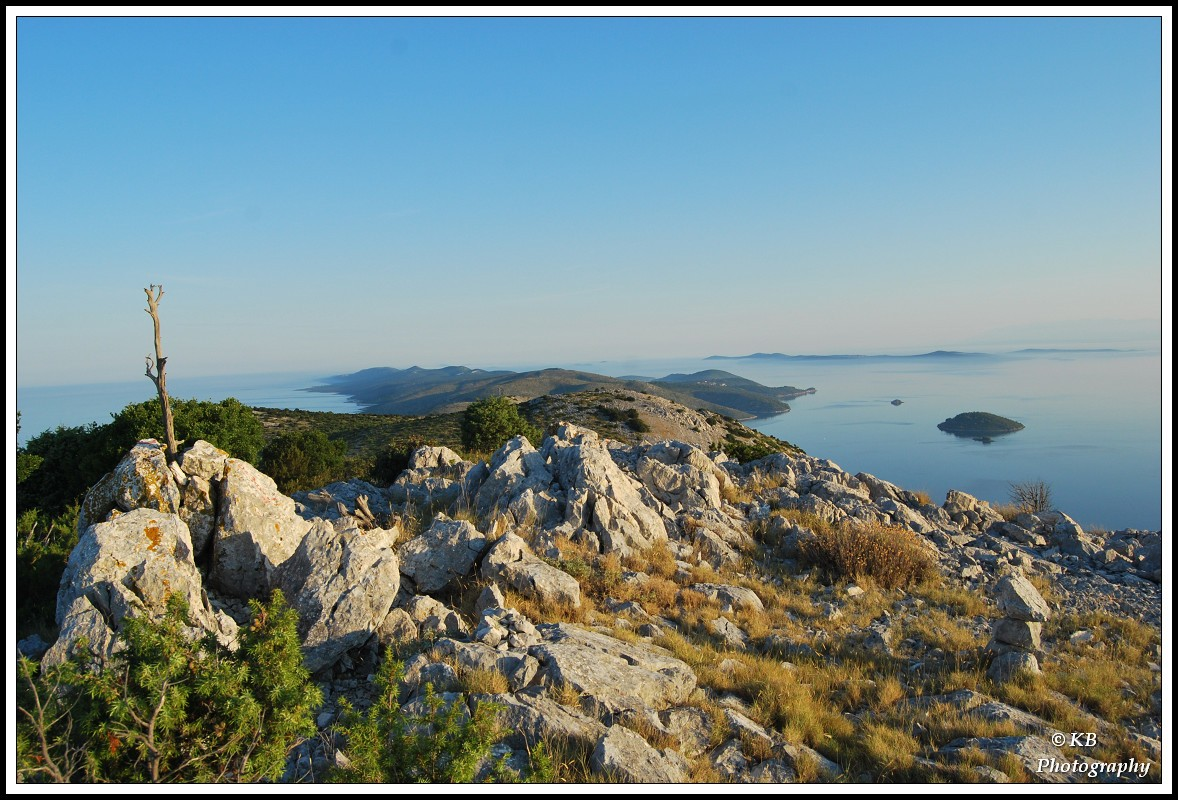
Weitblick
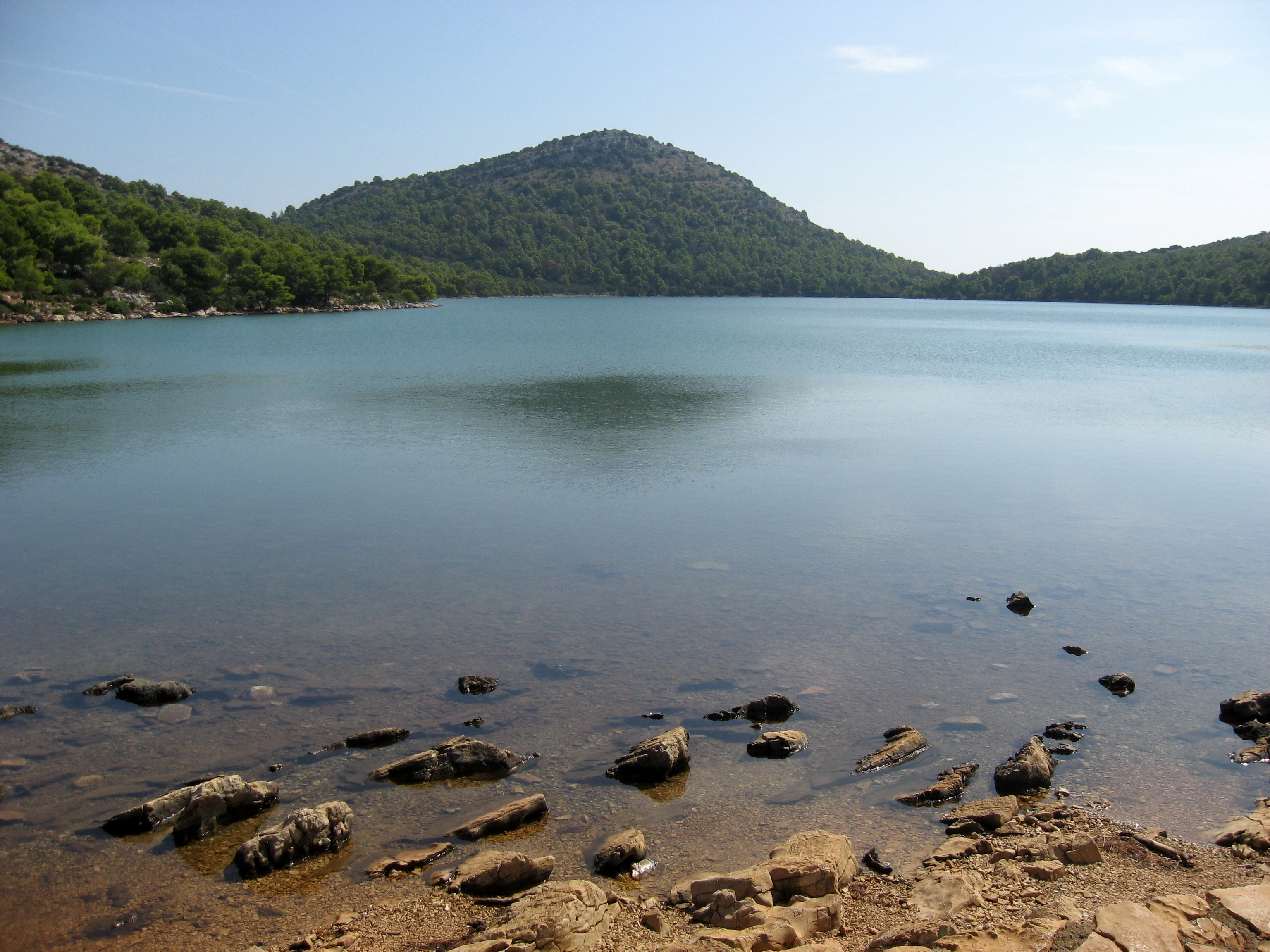
Salzsee Mir
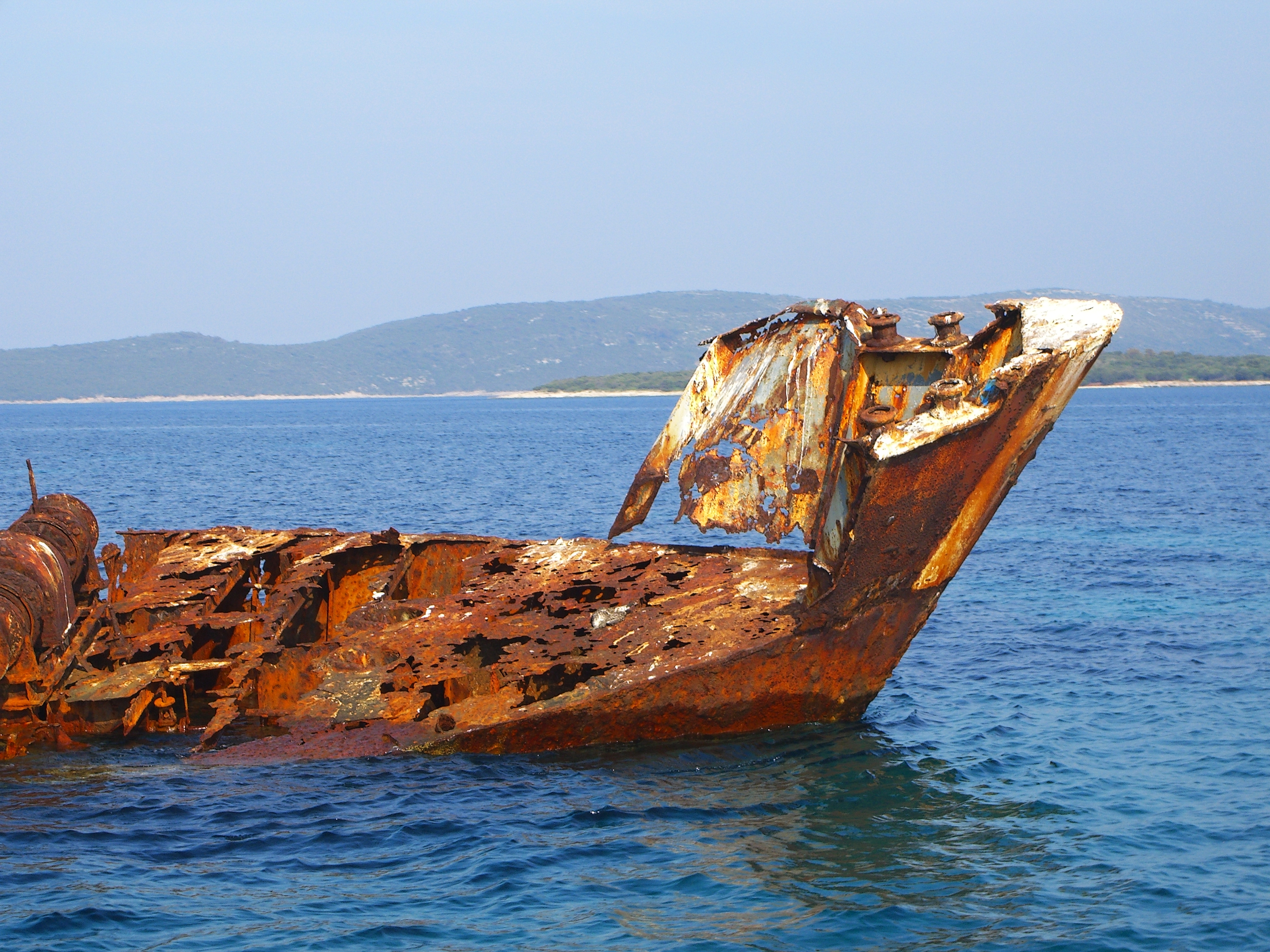
Wrack bei Veli Rat

## Trivia
Dugi Otok ist auch der Name des ab 2007 laufenden Bühnenprogramms des hessischen Humorduos Badesalz.